# 宽头云南鳅
宽头云南鳅（学名：Yunnanilus pachycephalus）为輻鰭魚綱鯉形目條鳅科云南鳅属的鱼类。在中国，分布于云南宣威县杨柳区等，多见于山溪缓流，體長可達8.3公分。该物种的模式产地在宣威县杨柳区。

## 扩展阅读
維基物種上的相關：宽头云南鳅